# Niikappu, Hokkaidō
Niikappu (新冠町 Niikappu-chō) là thị trấn thuộc huyện Niikappu, phó tỉnh Hidaka, Hokkaidō, Nhật Bản. Tính đến ngày 1 tháng 10 năm 2020, dân số ước tính thị trấn là 5.309 người và mật độ dân số là 9,1 người/km2. Tổng diện tích thị trấn là 585,88 km2.

## Địa lý

### Khí hậu
| Dữ liệu khí hậu của Shinwa, Niikappu     | Dữ liệu khí hậu của Shinwa, Niikappu | Dữ liệu khí hậu của Shinwa, Niikappu | Dữ liệu khí hậu của Shinwa, Niikappu | Dữ liệu khí hậu của Shinwa, Niikappu | Dữ liệu khí hậu của Shinwa, Niikappu | Dữ liệu khí hậu của Shinwa, Niikappu | Dữ liệu khí hậu của Shinwa, Niikappu | Dữ liệu khí hậu của Shinwa, Niikappu | Dữ liệu khí hậu của Shinwa, Niikappu | Dữ liệu khí hậu của Shinwa, Niikappu | Dữ liệu khí hậu của Shinwa, Niikappu | Dữ liệu khí hậu của Shinwa, Niikappu | Dữ liệu khí hậu của Shinwa, Niikappu |
| Tháng                                    | 1                                    | 2                                    | 3                                    | 4                                    | 5                                    | 6                                    | 7                                    | 8                                    | 9                                    | 10                                   | 11                                   | 12                                   | Năm                                  |
| ---------------------------------------- | ------------------------------------ | ------------------------------------ | ------------------------------------ | ------------------------------------ | ------------------------------------ | ------------------------------------ | ------------------------------------ | ------------------------------------ | ------------------------------------ | ------------------------------------ | ------------------------------------ | ------------------------------------ | ------------------------------------ |
| Cao kỉ lục °C (°F)                       | 9.4 (48.9)                           | 12.3 (54.1)                          | 17.9 (64.2)                          | 25.4 (77.7)                          | 31.3 (88.3)                          | 33.2 (91.8)                          | 35.0 (95.0)                          | 36.0 (96.8)                          | 33.0 (91.4)                          | 25.9 (78.6)                          | 20.9 (69.6)                          | 15.5 (59.9)                          | 36.0 (96.8)                          |
| Trung bình ngày tối đa °C (°F)           | −0.1 (31.8)                          | 0.7 (33.3)                           | 4.8 (40.6)                           | 11.7 (53.1)                          | 17.9 (64.2)                          | 21.4 (70.5)                          | 24.8 (76.6)                          | 26.0 (78.8)                          | 22.8 (73.0)                          | 16.4 (61.5)                          | 8.9 (48.0)                           | 1.9 (35.4)                           | 13.1 (55.6)                          |
| Trung bình ngày °C (°F)                  | −7.1 (19.2)                          | −6.1 (21.0)                          | −0.9 (30.4)                          | 5.1 (41.2)                           | 11.3 (52.3)                          | 15.6 (60.1)                          | 19.7 (67.5)                          | 20.7 (69.3)                          | 16.5 (61.7)                          | 9.3 (48.7)                           | 2.6 (36.7)                           | −4.2 (24.4)                          | 6.9 (44.4)                           |
| Tối thiểu trung bình ngày °C (°F)        | −14.5 (5.9)                          | −14.0 (6.8)                          | −7.3 (18.9)                          | −1.7 (28.9)                          | 4.5 (40.1)                           | 10.3 (50.5)                          | 15.7 (60.3)                          | 16.4 (61.5)                          | 11.0 (51.8)                          | 2.9 (37.2)                           | −3.2 (26.2)                          | −10.3 (13.5)                         | 0.8 (33.4)                           |
| Thấp kỉ lục °C (°F)                      | −28.6 (−19.5)                        | −29.2 (−20.6)                        | −23.3 (−9.9)                         | −13.3 (8.1)                          | −4.8 (23.4)                          | −0.5 (31.1)                          | 4.9 (40.8)                           | 6.1 (43.0)                           | −0.7 (30.7)                          | −6.8 (19.8)                          | −15.7 (3.7)                          | −26.7 (−16.1)                        | −29.2 (−20.6)                        |
| Lượng Giáng thủy trung bình mm (inches)  | 42.2 (1.66)                          | 40.0 (1.57)                          | 69.3 (2.73)                          | 98.5 (3.88)                          | 127.7 (5.03)                         | 99.4 (3.91)                          | 150.6 (5.93)                         | 206.3 (8.12)                         | 161.2 (6.35)                         | 125.0 (4.92)                         | 106.6 (4.20)                         | 74.0 (2.91)                          | 1.300,6 (51.20)                      |
| Số ngày giáng thủy trung bình (≥ 1.0 mm) | 9.0                                  | 9.1                                  | 11.1                                 | 12.3                                 | 11.8                                 | 9.9                                  | 11.4                                 | 12.0                                 | 11.5                                 | 13.0                                 | 13.5                                 | 11.5                                 | 136.2                                |
| Số giờ nắng trung bình tháng             | 118.2                                | 116.4                                | 140.7                                | 162.3                                | 182.8                                | 150.5                                | 117.2                                | 133.3                                | 152.9                                | 144.0                                | 106.6                                | 107.1                                | 1.631,8                              |
| Nguồn 1: Cục Khí tượng Nhật Bản          |                                      |                                      |                                      |                                      |                                      |                                      |                                      |                                      |                                      |                                      |                                      |                                      |                                      |
| Nguồn 2: Cục Khí tượng Nhật Bản          |                                      |                                      |                                      |                                      |                                      |                                      |                                      |                                      |                                      |                                      |                                      |                                      |                                      |